# لیاسکووو (استان کرجالی)
لیاسکووو (به بلغاری: Lyaskovo) یک منطقهٔ مسکونی در بلغارستان است که در شهرستان چرنوچن واقع شده‌است.
 لیاسکووو ۵٫۶۶۸ کیلومتر مربع مساحت و ۶۴۶ نفر جمعیت دارد.